# Rozvodna Týnec
Rozvodna Týnec (zkratkou TYN) se nachází na území města Týnec nad Labem asi 1 km severně od centra města, v okrese Kolín v Středočeském kraji. Je jednou ze dvou rozvoden na 400 kV v kraji. Provozuje se v napěťových hladinách 400 a 110 kV.

## Význam
Rozvodna Týnec patří k nejvýznamnějším rozvodnám v Středočeském kraji. Část 400 kV provozuje ČEPS, a.s, část 110 kV provozuje ČEZ. Do rozvodny je přiváděna elektřina z tepelné elektrárny Chvaletice, kvůli které vznikla. 

## Historie
Rozvodna byla založena v roce 1977 v souvislosti s výstavbou elektrárny v Chvaleticích. Do rozvodny byla připojena smyčka z linky Čechy Střed - Krasíkov.

## Popis

### Napěťové hodnoty
Rozvodna je provozována v napěťových hodnotách 400 kV a 110 kV. Hladinou 400 kV jsou spojeny rozvodny Čechy Střed a Krasíkov. Na této hladině je přiváděn vyrobený výkon z elektrárny Chvaletice.

### Transformátory
Transformace 400/110 kV je zajištěna dvěma třífázovými transformátory.

### Vedení
Do rozvodny jsou zaústěna následující vedení:

#### Vedení 400 kV – ZVN – zvláště vysoké napětí
- Jednoduché vedení V400 Čechy Střed - Týnec
- Jednoduché vedení V401 Týnec – Krasíkov
- Dvojité vedení V471/V472 ECHVA - Týnec

Vedení 110 kV - VVN - velmi vysoké napětí
- vedení Týnec - Kolín
- vedení Týnec - Kutná Hora